# Roberto Gadea
Roberto Gadea – piłkarz urugwajski, obrońca.
Jako piłkarz klubu Miramar Montevideo był w kadrze reprezentacji podczas turnieju Copa América 1947, gdzie Urugwaj zajął trzecie miejsce. Gadea nie zagrał w żadnym meczu.
Nadal jako piłkarz klubu Miramar wziął udział w turnieju Copa América 1949, gdzie Urugwaj zajął szóste miejsce. Gadea zagrał we wszystkich siedmiu meczach - z Ekwadorem, Boliwią, Paragwajem, Kolumbią, Brazylią, Peru i Chile. Były to jedyne w jego karierze mecze w barwach reprezentacyjnych.
Grał także w meksykańskim klubie Tigres UANL.